# Wannehain
Wannehain település Franciaországban, Nord megyében. Lakosainak száma 1332 fő (2022. január 1.). Wannehain Camphin-en-Pévèle, Bachy, Bourghelles és Tournai községekkel határos.

## Népesség
A település népessége az elmúlt években az alábbi módon változott:
| Lakosok száma | 1171 | 1182 | 1201 | 1272 | 1306 | 1330 | 1330 | 1331 | 1332 |
|               | 2013 | 2015 | 2016 | 2017 | 2018 | 2019 | 2020 | 2021 | 2022 |